# Богиня рассвета (праиндоевропейская мифология)
Боги́ня рассве́та — одно из божеств реконструированной праиндоевропейской религии. Её имя реконструируется как Ausōs (пра-и.е. *h₂ewsṓs-), не учитывая многочисленных эпитетов. Является прототипом таких богинь, как балтийская Аушрине, греческая Эос, римская Аврора, ведийская Ушас, германская Остара (*Austrōn-, в более поздних традициях: др.-в.-нем. Ēostre, Ôstarâ).

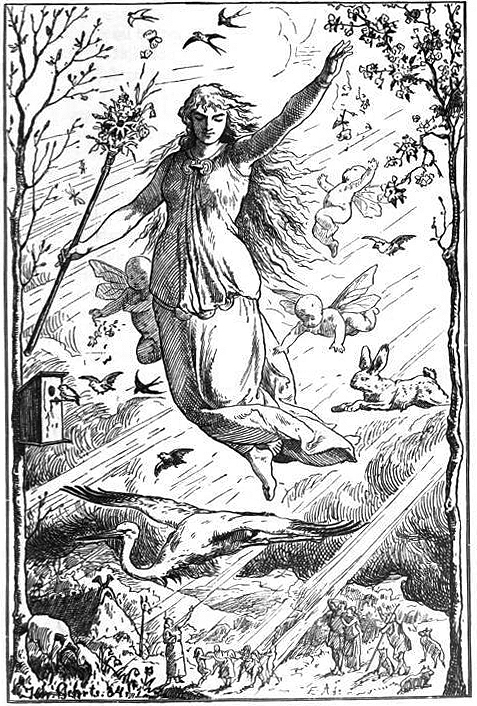
Остара. Иоганн Гертс, 1884

## Этимология имени
Имя *h₂ewsṓs производится от корня *h₂wes «сиять, светить» и означает «блестящая». Английское слово east (восток) и латинское auster (юг) происходят от родственного прилагательного aws-t(e)ro-. От этого же корня образовано также слово aurum (золото) — от *awso-. Богиня рассвета была также богиней весны и участницей индоевропейского новогоднего мифа, где Богиня рассвета освобождается из плена (это отражено в Ригведе и в греческой мифологии).
Кроме наиболее поддающегося реконструкции имени, *h₂ewsṓs, с определённой долей уверенности можно реконструировать и эпитеты этой богини. Среди них *wenos-, от которого образовано в санскрите vanas (прелесть, желание), которым называется Ушас в Ригведе, а также имя латинской Венеры — Venus. Эпитет указывает на то, что богиня представлялась прекрасной, достигшей брачного возраста женщиной.
Следствием этого явилось разделение персонификации рассвета и богини любви. В качестве примера можно привести римских Венеру — Аврору; греческих Афродиту — Эос. Афродита (др.-греч. Άφροδίτη) при этом сохранила функции богини зари, этимология её имени — «та, которая сияет из океана» (от ἀφρός — пена и δέατο — сияла, казалась).
Другой эпитет — др.-греч. Ἠριγόνη (Эригоне) — «рано рождённая».
Богиня италиков Mater Matuta (Мать Утро) отождествлялась римскими авторами (Лукрецием, Присцианом) с Авророй. Праздник, посвящённый ей, отмечался 11 июня на рассвете.